# كبلر-1649c
كيبلر-1649c هو كوكب خارج المجموعة الشمسية بحجم الأرض، من المحتمل أن يكون صخريًا ، يدور داخل المنطقة الصالحة للحياة للنجم القزم الأحمر كيلبر-1649، وهو الكوكب الأبعد لنظام الكواكب الذي اكتشفه تلسكوب كيبلر الفضائي. يقع على بعد حوالي 301 سنة ضوئية (92 فرسخ فلكي) من الأرض، في كوكبة الدجاجة.